# Telodorcus niasicus
Telodorcus niasicus là một loài bọ cánh cứng trong họ Lucanidae. Loài này được Nonfried mô tả khoa học năm 1895.